# Episodi di Peak Practice (undicesima stagione)
L'undicesima stagione della serie televisiva Peak Practice è stata trasmessa in anteprima nel Regno Unito dalla Independent Television tra il 2 gennaio 2001 e il 5 aprile 2001.
| nº | Titolo originale           | Titolo italiano | Prima TV UK      | Prima TV Italia |
| -- | -------------------------- | --------------- | ---------------- | --------------- |
| 1  | Still Waters               |                 | 2 gennaio 2001   |                 |
| 2  | Flesh and Blood            |                 | 9 gennaio 2001   |                 |
| 3  | Win Some, Lose Some        |                 | 16 gennaio 2001  |                 |
| 4  | Trust in Me                |                 | 23 gennaio 2001  |                 |
| 5  | Together We Stand          |                 | 30 gennaio 2001  |                 |
| 6  | Prisoners of the Past      |                 | 6 febbraio 2001  |                 |
| 7  | Private Lives, Public Eye  |                 | 13 febbraio 2001 |                 |
| 8  | Suffer the Little Children |                 | 20 febbraio 2001 |                 |
| 9  | Body Beautiful             |                 | 8 marzo 2001     |                 |
| 10 | Hidden Agendas             |                 | 15 marzo 2001    |                 |
| 11 | Crossfire                  |                 | 22 marzo 2001    |                 |
| 12 | Blind Spot                 |                 | 29 marzo 2001    |                 |
| 13 | Bad Medicine               |                 | 5 aprile 2001    |                 |